# Estátua de Teucro
Teucros, é uma estátua criada pelo escultor espanhol Cándido Pazos, localizada em Pontevedra (Espanha). Situa-se na praça de São José, acima do relógio do edifício central da antiga Caixa económica Provincial de Pontevedra e foi inaugurado em 15 de julho de 2006.

## História
Teucro é o mítico fundador da cidade de Pontevedra. Conta a lenda que o mítico arqueiro Teucro, filho do Rei Télamo (Rei de Salamina), seguiu uma sereia, Leucoiña, no exílio para a Ria de Pontevedra e fundou então a cidade.
Antes da fundação da cidade, Teucro, com o seu irmão Ájax e o seu primo Aquiles, tinha ido para a Guerra de Troia. Mas quando esta longa guerra terminou e eles regressaram a casa, os heróis não foram bem recebidos, mesmo pelas suas próprias famílias. Teucro, rejeitado pelo seu pai, partiu em busca de uma nova pátria no Ocidente e chegou à Península Ibérica, viajou ao longo da costa da Hispânia, atravessou o Estreito de Gibraltar e fundou uma colónia grega chamada Hellenes, que mais tarde se tornou Pontevedra.

## Descrição
A escultura é em bronze e tem 6 metros de altura.
Pesa 2 toneladas e está ancorado por meio de um espigão de aço ao pequeno pavilhão do relógio na parte superior do edifício da Caixa económica de Pontevedra. A escultura dá uma sensação de leveza que nos faz pensar que está a flutuar no ar no vazio.
Teucro é representado como um jovem atleta nu com um arco modernista e a expressão de ter chegado ao seu destino.

## Teucro na cidade
A cidade deu o nome de Teucros em 1843 à praça mais antiga do centro histórico, que até então tinha sido chamada Praça da Cidade ou Praça do Pão.
Na fachada da Câmara Municipal de Pontevedra ( 1880), há uma inscrição na fundação da cidade pelo arqueiro grego Teucro.
| FVNDOTE TEVCRO VALIENTE DE AQVESTE RIO EN LA ORILLA PARA QUE EN ESPAÑA FVESES DE VILLAS LA MARAVILLA DEL ZEBEDEO LA ESPADA CORONA TU GENTILEZA VN CASTILLO PVENTE Y MAR ES TIMBRE DE TV NOBLEZA | Teucro, o corajoso, fundou-te deste rio na margem, para que fosses de Espanha a mais bela das cidades, A espada de Zebedeu coroa a tua gentileza; um castelo, ponte e mar é a prova da tua nobreza. |

Na Basílica de Santa Maria Maior há uma estátua de Teucro carregando a clava no topo do contraforte direito da sua fachada principal. Em 1956, uma estátua em granito de Teucro partindo as mandíbulas do leão de Nemeia com uma cruz atrás foi acrescentada ao arco da fonte que fecha o adro da Igreja da Virgem Peregrina.

## Galeria de imagens

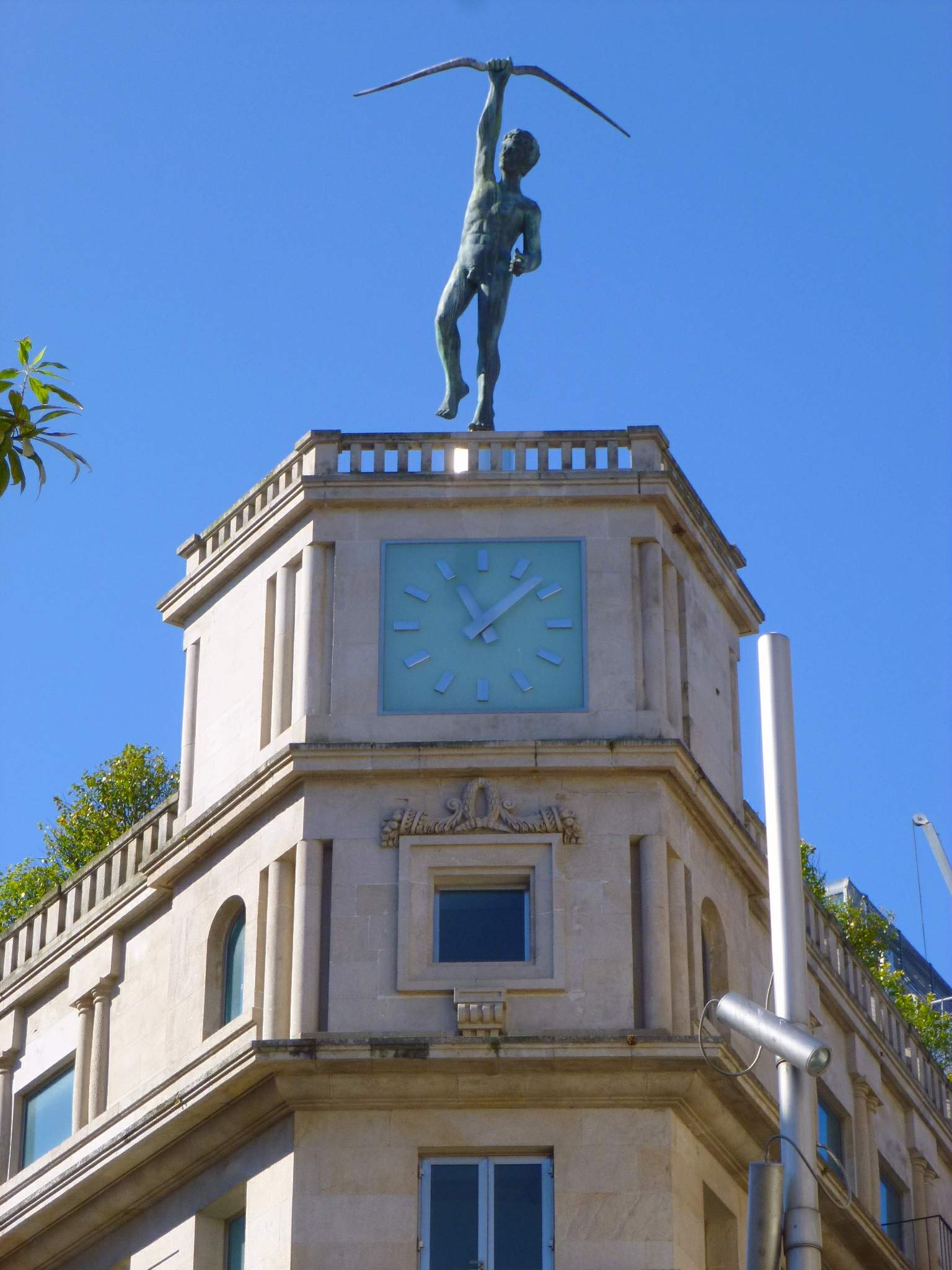
Teucros acima do relógio no edifício da Caixa económica provincial de Pontevedra.
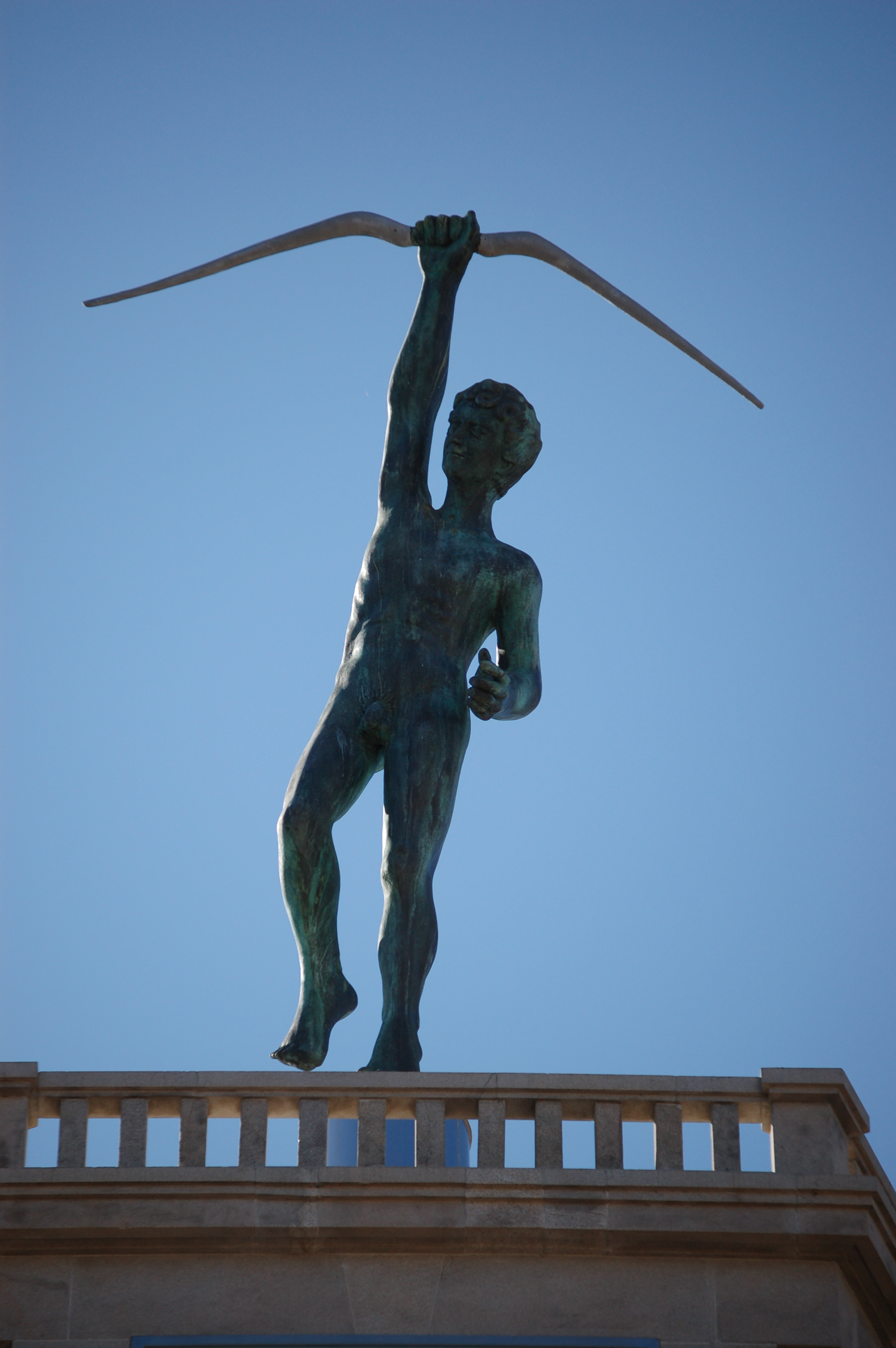
Estátua de Teucro
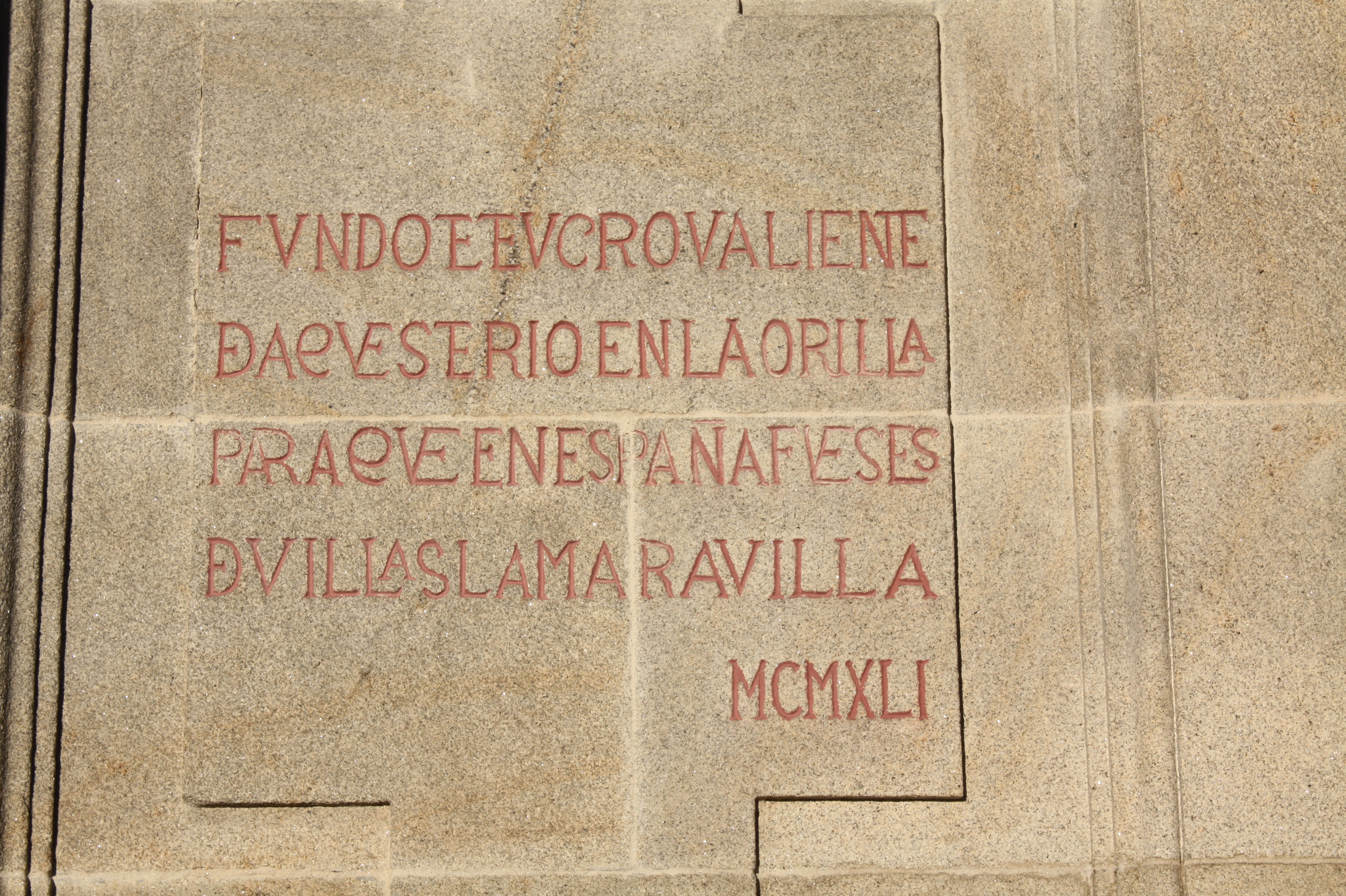
Inscrição na fachada da Câmara Municipal
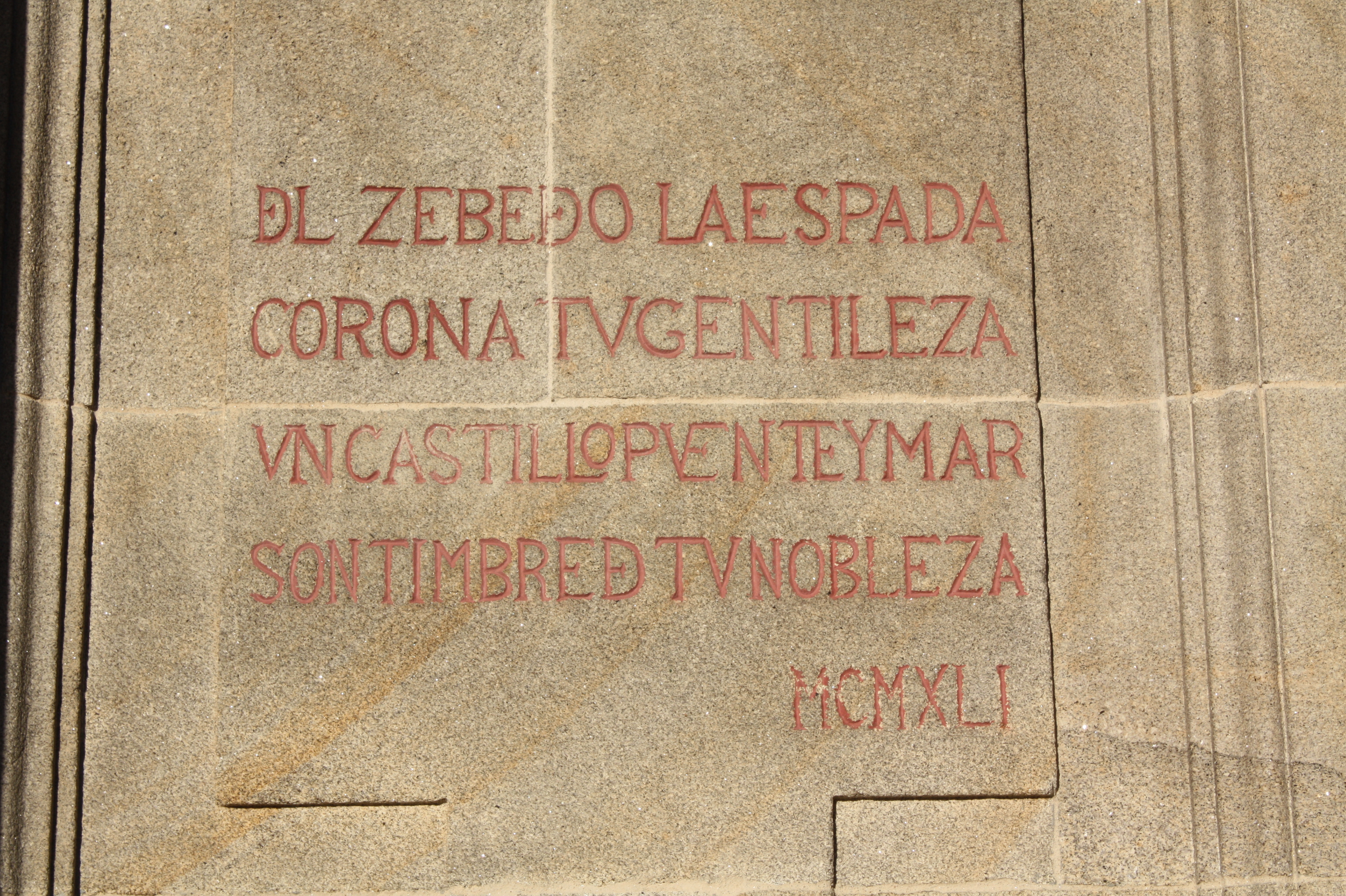
Inscrição na fachada da Câmara Municipal (continuação)
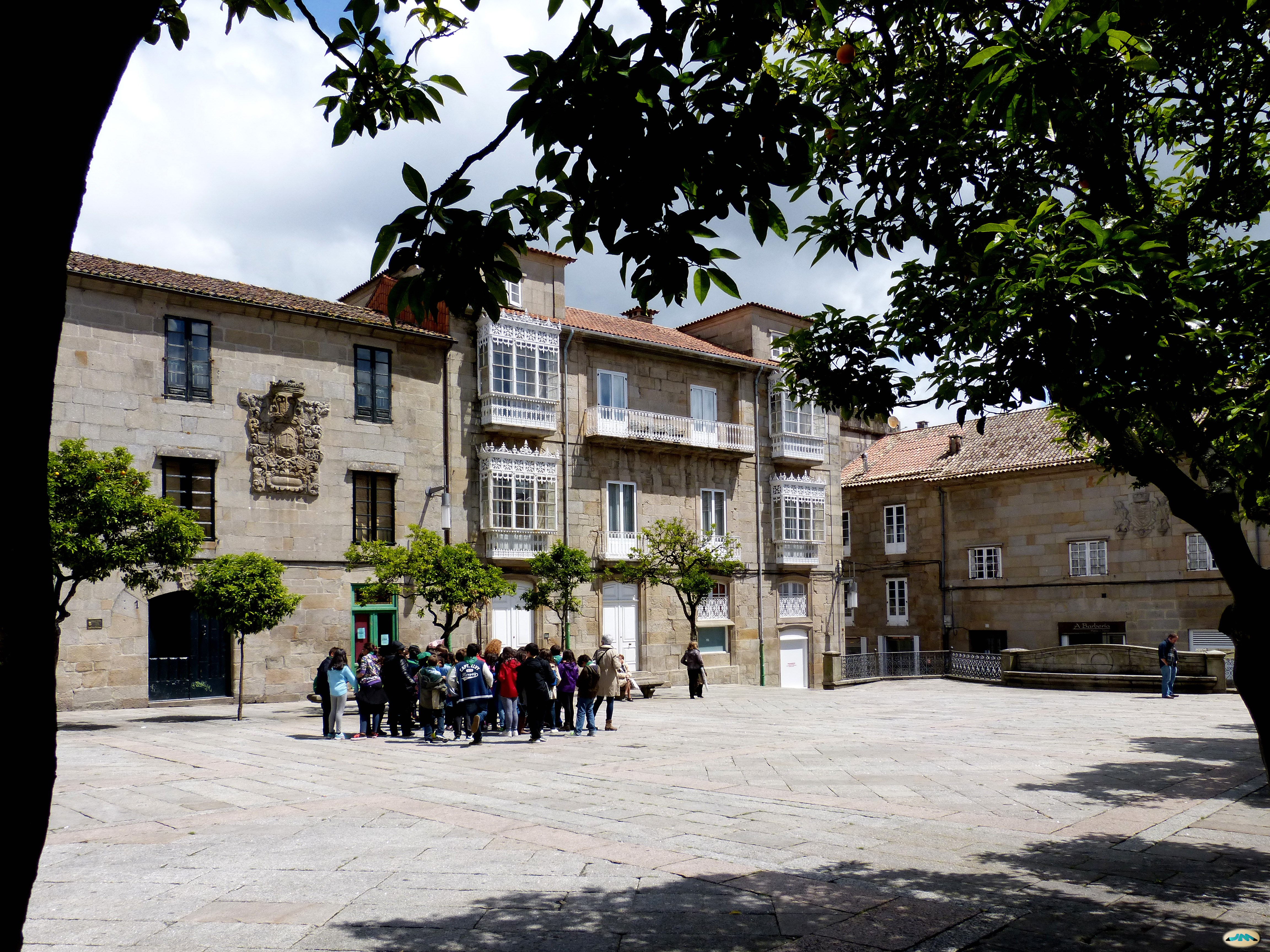
Praça do Teucro
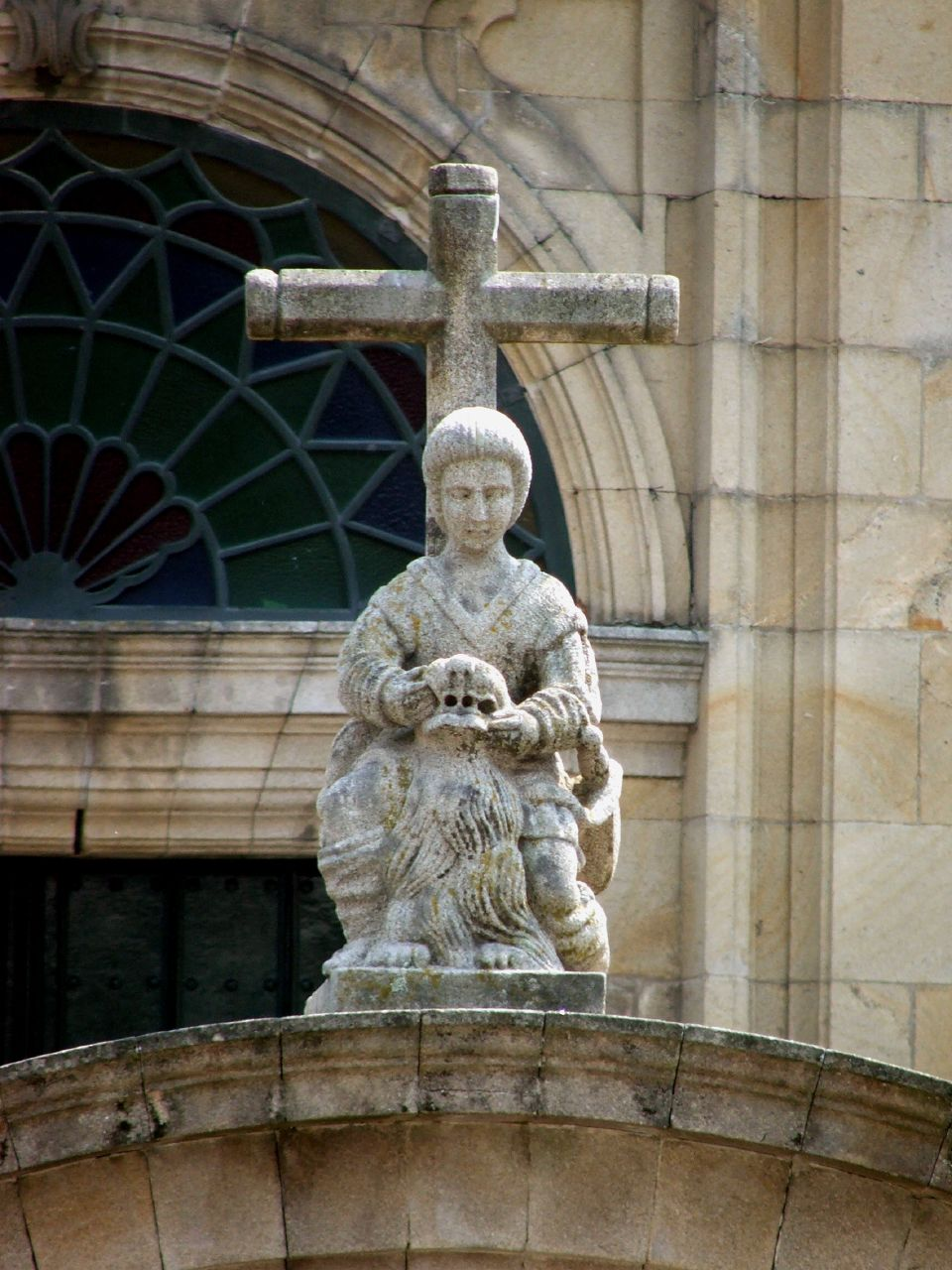
Estátua de Teucro no adro da Igreja da Virgem Peregrina

### Artigos relacionados
- Teucro (filho de Telamon)
- Caixa de Pontevedra
- Praça de São José
- Praça do Teucro